# Schesaplana
La Schesaplana est un sommet des Alpes, à 2 965 m, point culminant du Rätikon, marquant la frontière entre l'Autriche (Vorarlberg) et la Suisse (canton des Grisons).

## Géographie

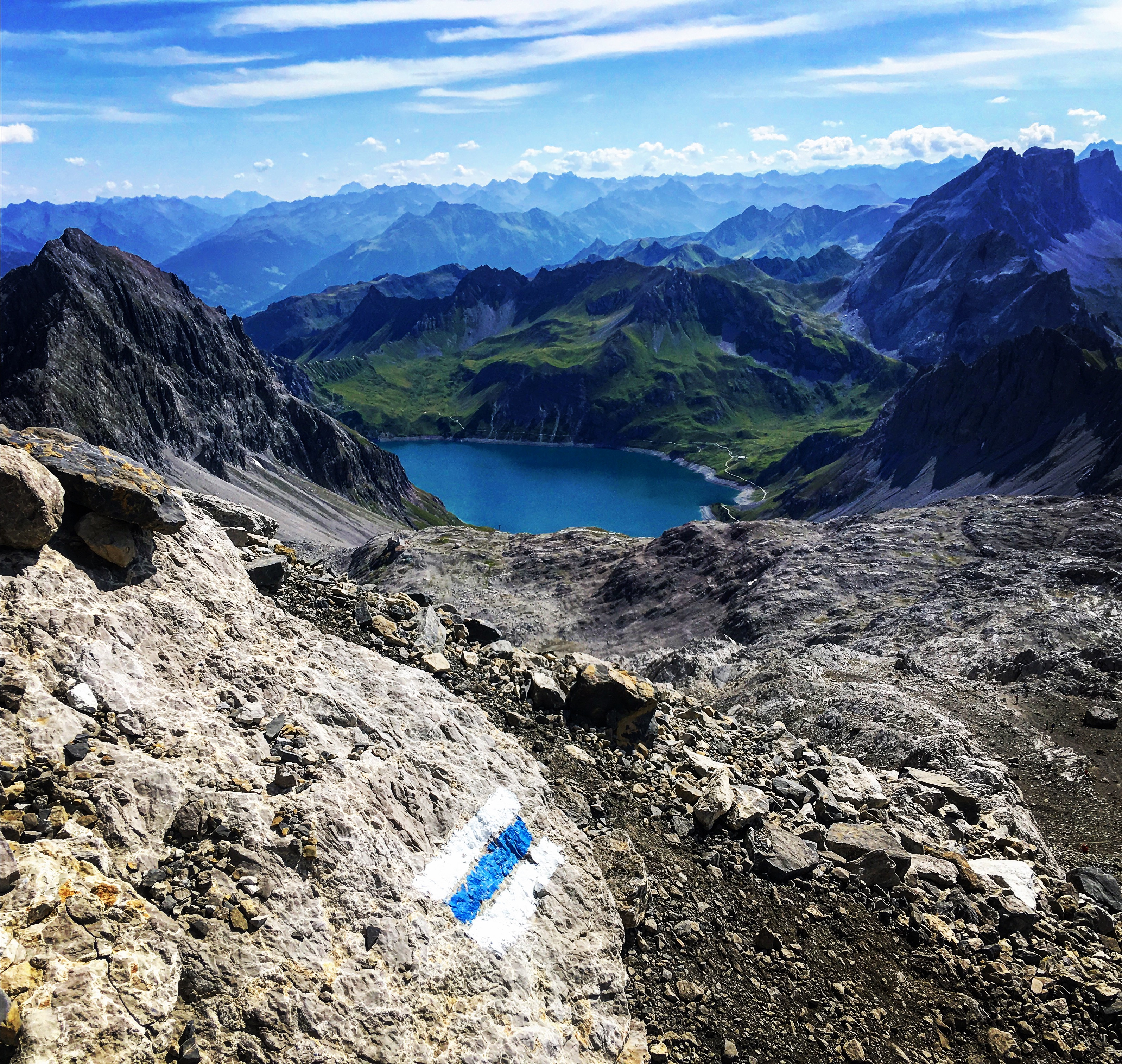
Vue sur le Lünersee depuis la frontière entre l'Autriche et la Suisse, à quelques mètres du sommet de la Schesaplana.

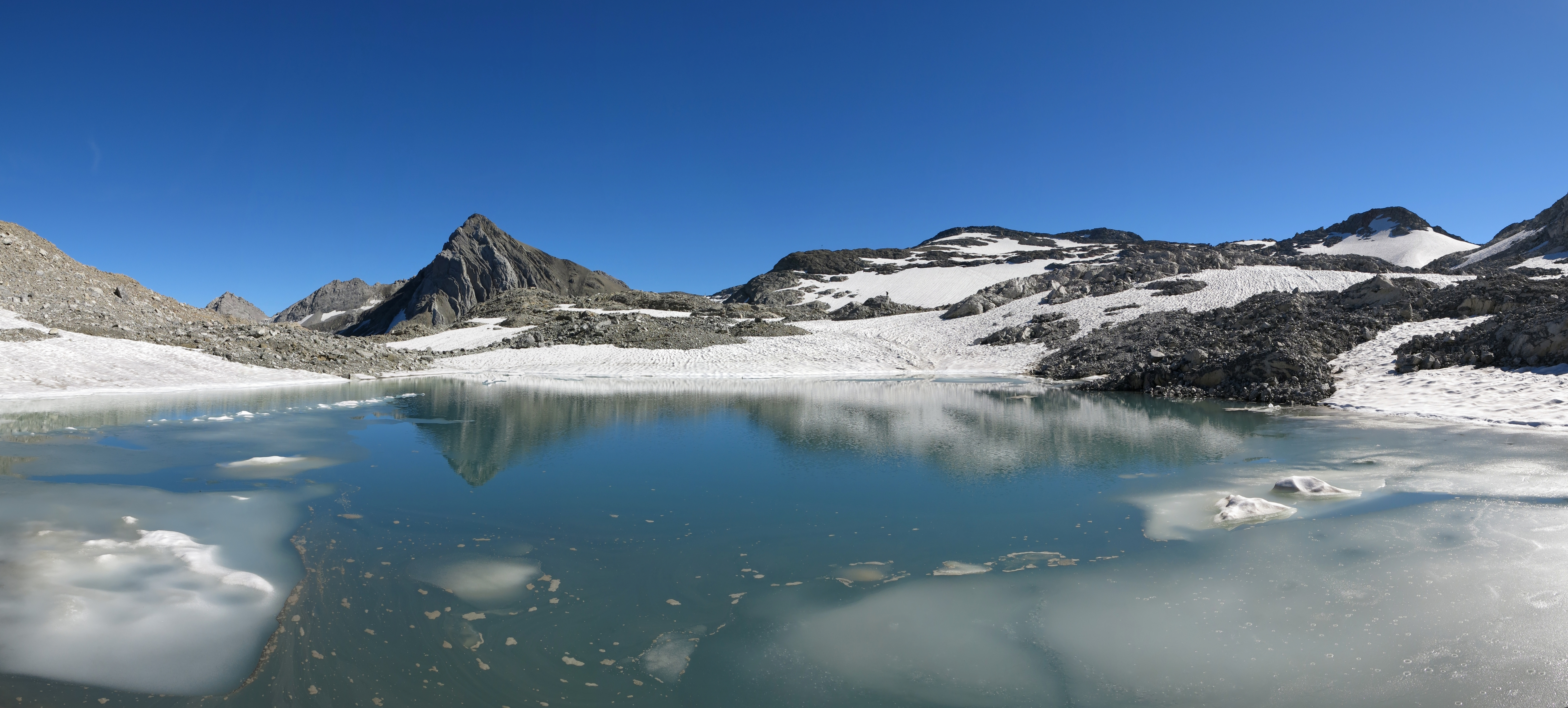
Lac près du glacier Brandner avec au fond la Schesaplana.

Côté autrichien, la Schesaplana domine les communes de Brand, Bürserberg, Bürs, Bludenz, ainsi que le lac de Lün.
Côté suisse, il domine Seewis, Schiers, Jenaz, ainsi que Triesen, Triesenberg et Vaduz de la principauté du Liechtenstein.

## Histoire
La première ascension du sommet est attribuée à David Pappus, accompagné par Christa Barball et Claus Manall dès le 24 août 1610. Toutefois, cette ascension n'a jamais réellement convaincue, les alpinistes n'ayant pu apporter la moindre preuve de leur ascension.
La véritable première ascension documentée a été réussie par une cordée de trois compagnons avec à leur tête Nicolin Sererhard dans les années 1730. Pour parvenir à leur objectif, ils sont partis de Seewis (Suisse) pour rejoindre le village autrichien de Brand.

## Ascension

Vue panoramique sur le Brandner Gletscher depuis le sommet de la Schesaplana.

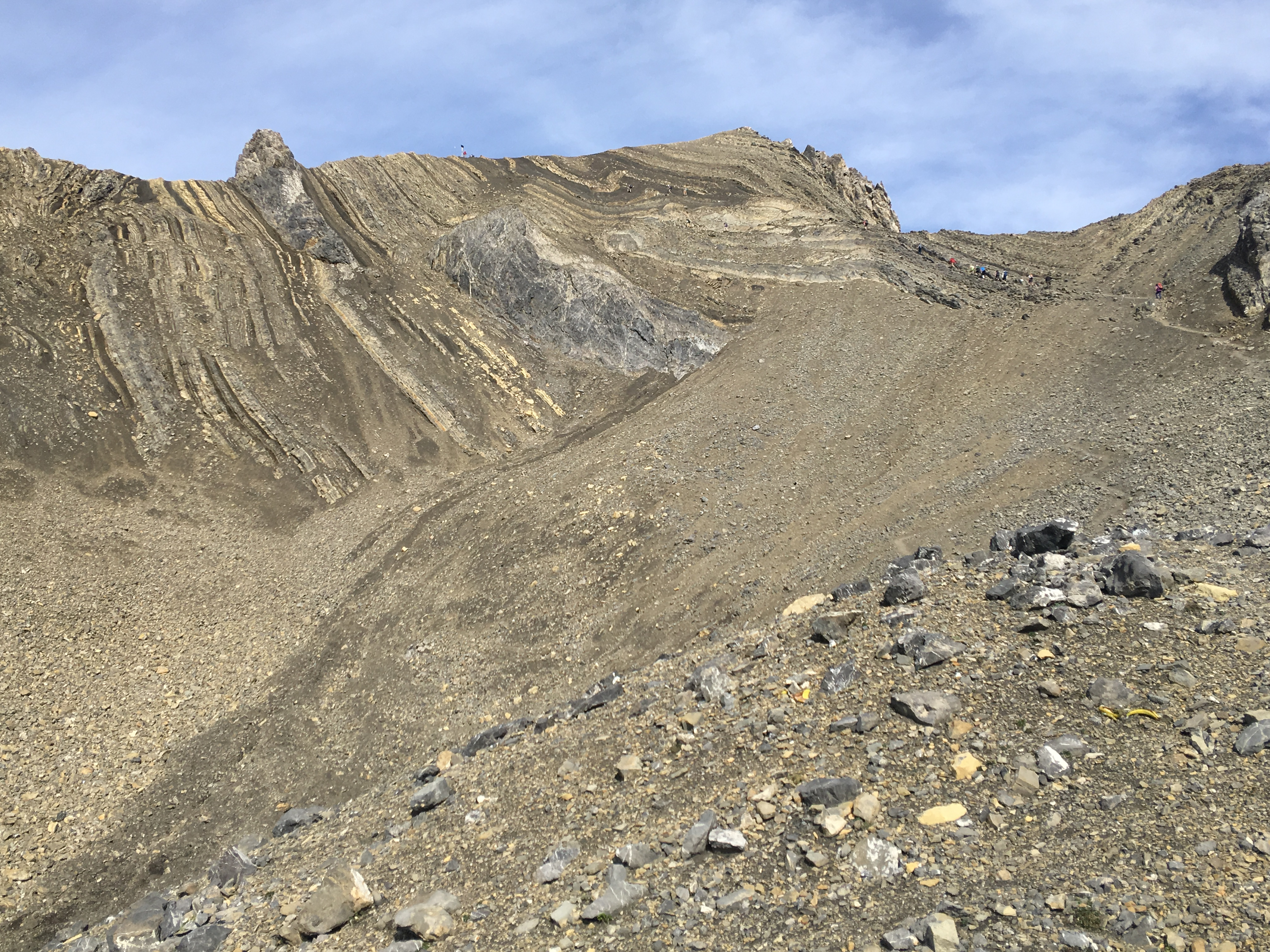
Cirque de la Schesaplana depuis la Totalp Hütte ou la Schesaplana Hütte.

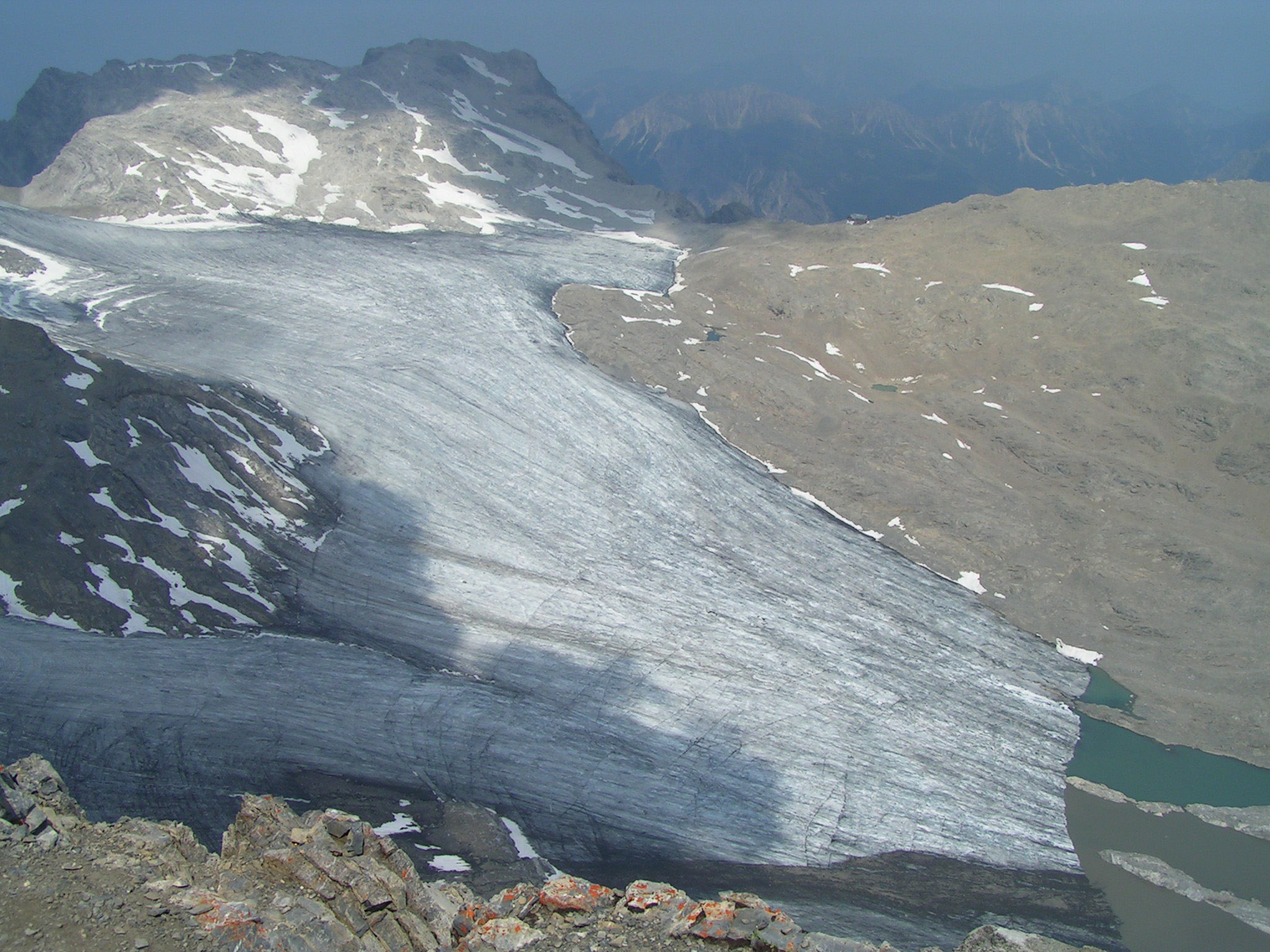
Vue depuis le sommet sur le glacier Brandner.

La Schesaplana est un sommet accessible pour les randonneurs confirmés et relativement prisé depuis plusieurs années grâce à différents avantages.
D'une part, sa situation géographique est intéressante, au cœur des Alpes, à proximité immédiate de la Suisse, de l'Allemagne et du Liechtenstein. L'ascension impose par ailleurs la traversée de la frontière entre l'Autriche et la Suisse dans un sens ou l'autre.
D'autre part, il offre un panorama au cœur de l'Europe et des Alpes. Depuis le sommet, lorsque le ciel est parfaitement dégagé, on peut y observer le Piz Buin, le lac de Constance, le glacier d'Aletsch, les Alpes du Sud de l'Allemagne (Zugspitze), d'Autriche (Grossglockner), d'Italie (Dolomites) ainsi que certains hauts sommets français, à l'instar du mont Blanc.
Et surtout, il dispose de trois accès parfaitement balisés et sécurisés :
- depuis Brand, possibilité de débuter l'ascension depuis le village ou d'effectuer le départ depuis le parking du lac de Lün (Lünersee) et sa télécabine estivale (ouverte généralement entre mi-juin et fin septembre). Depuis le lac, monter vers la Totalp Hütte (2 h) — possibilité d'y loger ou de se restaurer — puis entamer l'ascension au sommet (2 h 30) ;
- depuis Brand, par le Brandner Gletscher. Depuis le village, prendre la direction de la Oberzalim Hütte (1 889 m) puis monter jusqu'à la Mannheimer Hütte (2 679 m) avant de redescendre pour la traversée du glacier, réservée aux randonneurs expérimentés et équipés. Enfin débuter l'ascension finale vers la Schesaplana qui fait face ;
- ou depuis Seewiss, rejoindre la Schesaplana Hütte (1 908 m) puis effectuer l'ascension.

La voie la plus empruntée par les randonneurs est celle passant par le Lünersee, pour le panorama exceptionnel qu'offre ce versant au-dessus du lac et les cinq refuges directement sur le chemin, du départ avec la Schattenlagant Hütte jusqu'à la Totalp Hütte.